# Celestia (plano)
En 'Dungeons & Dragons, un juego de rol de fantasía heroica, los Siete Cielos de Monte Celestia o bien los siete montes de Celestia, es uno de los planos que forman parte de la cosmología de la Gran Rueda, utilizada en los escenarios de campaña de Planescape, Falcongris y los Reinos Olvidados (en algunas de sus ediciones). Este plano suele ser citado para abreviar como Celestia, Monte Celestia, los Siete Montes, e incluso la Casa de la Tríada. Como parte de los Planos Exteriores el alineamiento del Monte Celestia es legal bueno.
Comúnmente conocida como el Cielo, el Monte Celestia es el plano del bien y la ley por excelencia. Todo lo que allí existe es bello y perfecto. Es a Celestia donde se dirigen las almas de alineamiento legal bueno tras la muerte. También es hogar de numerosas criaturas celestiales, incluyendo arcontes, solares, sacrofantes, planotáreos, devas, lammasus, ki-rin y ángeles. Este plano está dividido en siete capas o sub-planos. Cada uno de ellos forma parte de una montaña de dimensiones colosales (quizá infinitas) que se extiende desde un océano sin fin de aguas sagradas en la capa inferior, hasta la cumbre ubicada en la capa superior. Ascender por esta montaña es análogo a viajar a través de capas subsecuentemente altas. Cada una de estas capas presenta bellos paisajes montañosos, cada uno más impresionante que el anterior. Las barreras entre las siete capas están dispuestas de manera que las entradas se ubican en los puntos geográficos más bajos y las salidas en los más altos, por lo que un viajero del Plano Astral entraría en la primera capa en la base de la montaña sagrada (en realidad, en el mar que rodea la montaña) y tendría que subir a la cima para llegar a la siguiente capa. El cielo de cada capa tiene su propia tonalidad que baña suavemente todo el horizonte.

### El Septenario Celestial
Se dice que siete mártires especialmente virtuosos conforman la cima de la jerarquía de los arcontes, celestiales nativos del Monte Celestia. Se encargan de vigilar las fronteras planarias, cuidar de las buenas gentes y acaudillar las huestes celestiales. El poder del Septenario Celestial (Celestial Hebdomad) es idéntico al de los señores demoníacos del Abismo o los Archidiablos de los Nueve Infiernos, aunque a diferencia de estos no desean adulación ni veneración por parte de los mortales del Plano Material. No albergan celos, envidias ni soberbia entre ellos, y cada uno acepta su puesto en la jerarquía sin titubear. Cuando uno de ellos muere el consejo celestial elige a un nuevo mártir para ocupar su puesto. Cada miembro del Septenario Celestial tienen encomendada la misión de custodiar cada uno de los siete cielos. A veces son referidos por los mortales como los Librarcontes (Tome Archons) por su disposición escolástica. Pueden surgir cultos a estos seres en el Plano Material, especialmente cuando uno de ellos decide canalizarse en un mortal escogido para liderar una incursión contra las huestes infernales.
- Baraquiel, el Mensajero, es el gobernante de Lunia, además de ser el heraldo del Septenario Celestial.[4]
- Domiel, el Misericordioso, es el gobernante de Mercuria, y se opone especialmente contra los tiranos.[5]
- Erathaol, el Vidente, es el gobernante de Venya, patrón de profetas y videntes.[6]
- Pistis Sofía, la Asceta, es la gobernante de Solania y la protectora de los monasterios.[7]
- Raziel, el Cruzado, es el gobernante de Mertion y cuando se aparece es sinónimo de la cólera divina.[8]
- Sealtiel, el Defensor, es el gobernante de Jovar, patrón de los guardarcontes (warden archons) y principal baluarte de defensa contra los ejércitos invasores infernales.[9]
- Zafquiel, el Vigilante, es el gobernador de Chronias y el líder del Septenario Celestial. Existe desde que existe Celestia y es prácticamente un misterio.[10]

### Planos adyacentes
La capa inferior de Celestia limita con los planos de los reinos pacíficos de Arcadia y los paraísos gemelos de Bitopía, y en algunos puntos es posible viajar a ellos. De igual manera, como todos los Planos Exteriores, Arcadia está conectada con el Plano Astral: sus portales mágicos son de color dorado.

## Lunia
La primera capa del Monte Celestia, Lunia, es conocida como el Cielo Plateado y también es la primera tierra con la que se encuentran los viajeros. El cielo de Lunia es un cielo nocturno pero iluminado por las estrellas que conceden a la capa un resplandor plateado. Los umbrales que conectan el Plano Astral con Celestia siempre depositan a los viajeros en el Mar de Plata, de aguas dulces y poco profundas, cuyas aguas tienen la propiedad de funcionar como agua bendita que dañan a los muertos vivientes. Lunia se encuentra enclavada en una noche de verano perpetua, con un cielo estrellado repleto de hermosas constelaciones lo suficientemente brillantes como para iluminar la base del monte bendito. El Mar de Plata está lleno de vida y así muchos seres acuáticos de alineamiento bueno, como ballenas celestiales y elfos marinos, tienen su hábitat aquí. En la costa del mar se encuentran majestuosas ciudadelas hechas de piedra blanca pulida que a menudo sirven de tributo a los diferentes héroes legales buenos de diferentes Planos Materiales. El gobernado de Lunia es Baraquiel, uno de los Librarcontes.
- La Ciudadela de las Estrellas: El reino de Baraquiel, uno de los parangones celestiales y patrón de los mensajeros y heraldos. Su palacio se encuentra ubicado en las riberas del Mar de Plata.[12]
- El Corazón de la Fe: El centro comercial más grande de Lunia está ubicado no lejos de un portal hacia las Tierras Exteriores. Está construido en la ladera de un acantilado y está gobernado por un poderoso lammasu con su harén. El pueblo tiene una plaza central que se inunda con la marea alta y que además sirve como puerto para los viajeros.[13]
- Castillo Mahlhevik: Uno de los castillos que se encuentran en la costa de Lunia es el hogar de un mago malvado que intenta reformar sus costumbres. El Castillo Mahlhevik fue construido con la connivencia de los arcontes de Lunia.[14]
- Torre de Fuego: Enclavada muy lejos, en el Mar de Plata, se encuentra esta torre abandonada. Una magia poderosa impide que alguien pueda volar hasta la torre, y parece que la única forma de llegar es por vía marítima. Se desconoce el propósito de la torre, pero se dice que la torre está llena de un espeluznante fuego azul muy caliente pero que no causaba daño. Las habitaciones de la torre parecen moverse y cambiar sin razón, aunque algunos lugareños alegan que tiene alguna especie de patrón definido. Sea lo que fuere la torre en sí es un misterio.[15]
- La Corte: Reino divino de Tyr, el dios de la justicia en los Reinos Olvidados. Tyr supervisa desde un tribunal de mármol y se dice que dentro de sus estancias es virtualmente imposible pronunciar mentira alguna.[16][17][18]
- Las Ocho Fortunas: Reino divino de los Shichifukujin, o Siete Dioses de la Fortuna en la mitología japonesa.[19]
- El Néctar de la Vida: Reino divino de Brihaspati, dios hindú de la sabiduría y la devoción.[19]

## Mercuria
La segunda capa del Monte Celestia es conocida como el Cielo Dorado y es un lugar de grandes esperanzas. El aire en Mercuria es muy liviano, lo que puede marear a las criaturas no acostumbradas hasta que sus cuerpos se adaptan a él. El paisaje montañoso incluye profundos valles tallados por ríos que transcurren veloces por las suaves laderas. Aunque las llanuras y las praderas son poco comunes, Mercuria tiene varias mesetas elevadas en las que se ubican la mayoría de sus asentamientos. Toda la capa está constantemente bañada en luz dorada y no es de extrañar que muchas deidades del sol moren en ella. En Mercuria hay grandes tumbas y mausoleos en honor a los grandes campeones que fallecieron luchando contra el mal. Una vez al año se celebra el día de la memoria para conmemorarlos.
- La Espira Dorada de Aurilon: El reino de Domiel, uno de los parangones celestiales y patrón de la protección y los asesinos de criaturas malignas.
- Palacio de Bahamut: El reino divino de Bahamut es un enorme palacio que fue construido completamente con el tesoro del Dragón de Platino. Bahamut es el dios de la justicia, el bien y patrón de los dragones buenos y metálicos. Existe simultáneamente en las primeras cuatro capas del Monte Celestia, moviéndose entre ellas a voluntad del dios dracónico, y puede ser utilizado por viajeros aliados de Bahamut como un pasaje rápido entre capas.[20]
- Corazón Leal: Reino divino de Torm, dios de la lealtad y patrón de los paladines en los Reinos Olvidados. Se trata de una fortaleza militar cuyos muros son de mithril, almenas de diamante y puertas de adamantina. Ejércitos de arcontes y ángeles vuelan constantemente para servirle.[21][17]
- La Llama Imperecedera: Reino divino de Girru, dios babilónico del fuego (y parte del panteón unthérico en los Reinos Olvidados). Es un reino hecho completamente de fuego sagrado que solo daña a las criaturas de alineamiento maligno.[21]
- Luz Radiante: Reino divino de Amaterasu, diosa sintoísta del sol. Es una tierra bañada perpetuamente por la luz solar que no permite la existencia de las sombras ni los efectos de dormir.[21]
- Fuego Áureo: Reino divino de Suria, dios del sol de la mitología védica, y de Mitra, dios persa de los contratos y los juramentos. Se trata de un lugar de estudio dedicado al arte de la contemplación y portentos sobre los astros.[22]
- El Loto Divino: Reino de los dioses hindúes Vishnu, dios de la piedad y la luz, y de Laksmí, diosa de la riqueza y el amor. Es un lugar perpetuamente joven, donde la decrepitud está censurada, y ha permanecido inalterada desde el amanecer de los tiempos.[23]
- Gloria del Honor: Reino divino de Haelyn, dios de la justicia y el valor en el escenario de campaña de Birthright. Se trata de un campamento militar en donde se discuten y llevan a cabo diversas maniobras estratégicas para asaltar a los Planos Inferiores.[24]
- La Dulce Razón: Reino divino de Rao, dios de la razón y la paz en Falcongrís.[25]

## Venya
La tercera capa del Monte Celestia es conocida como el Cielo Perlado pero es comúnmente conocida como la tierra planaria de los medianos. La capa está suavemente iluminada por un cielo blanco e iridiscente cuya apariencia se asemeja a la madreperla. A diferencia de Mercuria, cuyas montañas son irregulares y altas, las montañas de Venya son suaves y redondas, todas cubiertas de prados, tierras de cultivo, bosques o vegetación de montaña, como hierbas y arbustos alpinos. Algunos incluso tienen picos nevados. Los ríos que corren a través de esta capa se calientan poco a poco, congelándose solo parcialmente durante el invierno. Los suplicantes de Venya aprendieron a canalizar las aguas de los arroyos más pequeños para formar lagos y así regar sus campos fértiles con molinos.
- Xiranthador: El reino de Erathaol, uno de los parangones celestiales y patrón de los profetas y adivinos.
- Los Campos Verdes: Reino divino de varios miembros del panteón mediano. Es una próspera y fértil comarca mediana regentada por Yondalla, diosa patrona de los medianos; Arvoreen, dios mediano de los combatientes; y Cyrrollalee, diosa mediana de la amistad y la chimenea. Es una tierra próspera que ofrece su fruto sin ser cultivado y no posee depredadores, solo animales dóciles que moran en madrigueras, como conejos y tejones. Es el lugar de descanso final de todos los medianos.[27]
- Campos de Gloria: Reino divino de Heironeous, dios de la guerra y la caballería en Falcongrís.[25]

## Solania
La cuarta capa del Monte Celestia es conocida como el Cielo de Cristal (o de Electro). Solania tiene un cielo que brilla como la plata bruñida y sus valles están envueltos en una niebla perpetua. Los picos acogen numerosos santuarios sagrados, incluidos monasterios y magníficas catedrales controladas por seres cuyo poder alcanza el estatus de semidiós dentro de Celestia. El más poderoso entre ellos es Pistis Sofía, una de los Librarcontes. Muchas de las laderas son ricas en menas y minerales preciosos y son explotadas por poblaciones de enanos que residen en ese lugar. Solania es la tierra de los monjes, ermitaños y ascetas, cuya vida transcurre entre la meditación y la contemplación pacífica.
- El Primer Monasterio de los Militantes en los Planos: Se dice que esta enigmática fortaleza-monasterio que flota en las nubes es la fuente de todo poder de los paladines.[29]
- El Ministerio de la Virtud: Reino divino de Chung Kuel, dios chino de la verdad.[30]
- La Cúpula de la Creación: Reino divino de Paladine, dios del bien por excelencia en Dragonlance.[31]
- La Gran Biblioteca: Reino divino de Delleb, dios del intelecto y el estudio en Falcongrís. Es un monasterio dedicado al conocimiento y atesoramiento de pergaminos y libros de toda clase.[32]
- Erackinor: También conocido como el Hogar Enano en los Reinos Olvidados, Erackinor es el reino divino de Moradin, dios creador y patrón de la raza enana; y de su esposa Berronar Plata Auténtica, diosa enana de la seguridad y la familia. Se ubica en las laderas de la montaña más alta de Solania y consiste en una enorme red de túneles excavados en la tierra. En ella se encuentra la Forja de Almas, con la que Moradin forja las vidas de los enanos mortales.[33]
- El Jardín de Lotos: Reino divino de Kuan Yin, diosa china de la piedad y los alumbramientos.[34]
- Uroboros, las Puertas de la Sabiduría: Reino divino de Jazirian, dios de los couatles, el aprendizaje y la comunidad. Se trata de un reino místico e inalcanzable que se sitúa en las nubes que rodean la montaña más alta de Solania.[35][29]
- La Excavación Empírea: Reino divino de Fortubo, dios de las montañas y los guardianes en Falcongrís. Un dios originalmente humano que abandonó a los suyos y ahora es venerado entre enanos. Su reino es una imitación de Erackinor.[36]

## Mertion
La quinta capa del Monte Celestia es conocida como el Cielo de Platino. Con un cielo no muy diferente al de Solania, Mertion alberga vastas laderas suaves, casi llanas, que sirven como lugar de reunión para los paladines y otros sirvientes de alineamiento legal bueno. Mertion resplandece con una intensidad tan fuerte que los muertos vivientes y los infernales sufren daño continuo mientras permanezcan en estas tierras. En lugar de montañas Mertion tiene majestuosas ciudadelas y enormes cúpulas esféricas negras que salpican las mesetas. Es el hogar donde nacen y residen los arcontes, que son almas reencarnadas de los paladines de los diferentes Planos Materiales. El acceso a la siguiente capa se encuentra en la parte superior de las cúpulas.
- Arvenna: Conocida como la Tierra del Cántico, es una llanura polvorienta y el hogar de las almas de los guerreros legales buenos. Aquí se encuentra también el reino divino de Mayaheine, una diosa de la defensa y la justicia en Falcongrís.[38]
- Empyrea: Más conocida como la Ciudad de las Almas Templadas, está ubicada al borde de un lago frío de montaña. Se sabe que alberga muchas fuentes mágicas con poderosas propiedades curativas, así como muchos hospicios y sanadores expertos. Empyrea está regentada por Raziel, uno de los parangones celestiales y patrón de los cruzados; Raziel también es el soberano de Mertion. Empyrea también acoge al reino divino de Allitur, dios de la ética y la propiedad en Falcongrís.[38]
- Rempha: La Ciudad de las Arenas del Tiempo es conocida por sus anomalías espacio-temporales: el tiempo puede avanzar, retroceder o detenerse sin previo aviso. Se cree que estas anomalías se deben a su conexión con el Semiplano del Tiempo.[39]
- Soqued Hezi: La Ciudad de las Espadas es un verdadero bastión de las huestes celestiales, armadas y preparadas para luchar en caso de invasión por parte de los Planos Inferiores. También es el reino divino de Al'Akbar, dios de los guardianes y la fe en Falcongrís.[40]

## Jovar
La sexta capa del Monte Celestia es conocida como el Cielo Resplandeciente, o más vulgarmente como "el cielo de las gemas". Jovar está cubierto de colinas tachonadas de piedras preciosas que brillan intensamente. Jovar es en realidad una bóveda revestida desde el suelo hasta el techo con enormes rubíes y granates que emiten un brillo como el fuego de una chimenea. Lo poco que se conoce de sus habitantes es que es el hogar de los soliarcontes (throne archons), pero los arcontes de todo tipo abundan en más cantidad aquí que en el resto de capas de Celestia. Con la excepción de sus angélicos habitantes la capa está prácticamente vacía.
- Yetsirah: Más conocida como la Ciudad Celestial es el único asentamiento habitable de Jovar. Se trata de un enorme zigurat de siete capas que muestra una gran escalera en cada cara que conectaba las terrazas de cada capa. Las piedras que componen la ciudad están hechas de piedras preciosas, similares a las que se ven alrededor de las colinas circundantes. En la terraza superior se ubica el puente de al-Sihal, formado de luz pura, donde se encuentra el portal a la capa superior de Celestia, Chronias. Está custodiado por una poderosa solar llamada Xerona que juzgaba a quién se le permite entrar. También es reino de Sealtiel, uno de los parangones celestiales y patrón de los defensores.[28][41]

## Chronias
La séptima y última capa del Monte Celestia es conocida como el Cielo Iluminado y es un completo misterio incluso para los nativos del plano. Muchas religiones hacen de esta capa el hogar de sus deidades mayores legales buenas y también es imaginada como el Cielo en su sentido más prosaico y escatológico (como por ejemplo en las religiones abrahámicas). Se cree que el objetivo final de los habitantes de Celestia es ascender las capas una por una hasta llegar a Chronias, en donde sus almas finalmente se unen con la esencia del mismo plano. Zafquiel, el líder de los parangones celestiales, se dice mora en esta capa, pero nadie conoce su ubicación.